# 대만 지구
타이완(臺灣)은 중국의 역사에서 중국 대륙 동쪽 동중국해에 자리잡고 있는 타이완성(臺灣省, 1885년 설치) 관할 지역을 포괄하는 지역 이름이었다. 국공 내전 이후 중화민국의 영토로 남아있는 지역은 다음과 같다.
- 타이완성 관할 지역: 대만(臺灣島)과 펑후 제도(澎湖諸島)
- 진마 지구(金馬地區): 진먼섬(金門島), 마쭈 열도(馬祖列島) 및 우추섬(烏坵島)
- 프라타스 군도(東沙群島): 전역
- 스프래틀리 군도(南沙群島): 타이핑섬(太平島)

중화민국 대만 지구 또는 타이완 지구(臺灣地區)는 중화민국이 실효 지배하고 있는 대만(臺灣島)과 그 주변 도서 지역을 말한다. 중화민국 헌법은 이 지역을 자유 지구(自由地區)로 규정하고 있으며, 현지에서는 대만(臺灣), 펑후(澎湖), 진먼(金門), 마쭈(馬祖)섬들 이름의 앞글자를 따서 타이펑진마 지구(臺澎金馬地區)라 부르기도 한다. 다만 중화인민공화국(1949년 건국)이 이 지역의 영유권을 주장하고 있어, 중화민국과 정치적인 분쟁의 요인이 되고 있다(자세한 내용은 타이완 문제를 참조).
중화민국 정부는 정치 체제의 민주화 이후, 1991년 5월 1일 헌법을 개정하여 정부가 실효 통치하는 지역을 "자유 지구"로 규정하고 그 적용 지역을 자유 지구로 한정하였다. "대만", "자유 지구", "대만 지구", "타이펑진마 지구"는 일반적으로 같은 뜻으로 사용되나, 진마 지구는 중화민국과 중화인민공화국 양쪽 모두에서 행정구역상으로는 타이완 성이 아닌 푸젠성에 속한다.

## 같이 보기
- 중화민국: 대만 지구를 계속 통치하고 있는 국가
- 대륙 지구: 대만 지구 이외의 중화민국 공식 국토
- 타이완의 역사: 1949년 국부천대(國府遷臺) 이전의 대만 성 관할 지역의 역사
- 중화민국의 외교: 중화민국의 수교와 단교를 연표로 정리한 외교사